# Azoudange
Azoudange est une commune française située dans le département de la Moselle, en région Grand Est.
Cette commune se trouve dans la région historique de Lorraine et fait partie du pays de Sarrebourg.

## Géographie
| Gelucourt         | Assenoncourt          | Fribourg    |
|                   | Azoudange             | Languimberg |
| Maizières-lès-Vic | Réchicourt-le-Château | Gondrexange |

Azoudange est une petite commune rurale peuplée d'une centaine d'habitants située dans le Pays des étangs, en Moselle. Elle fait partie du parc naturel régional de Lorraine.

### Écarts et lieux-dits
- Romécourt (ancienne commune de la Moselle)
- Toupet
- Milberg

### Hydrographie
La commune est située dans le bassin versant du Rhin au sein du bassin Rhin-Meuse. Elle est drainée par la Seille, le ruisseau de Gondrexange et le ruisseau de la Stee.
La Seille, d'une longueur totale de 137,7 km, prend sa source dans la commune de Maizières-lès-Vic et se jette  dans la Moselle à Metz en limite avec Saint-Julien-lès-Metz, après avoir traversé 57 communes.
Le ruisseau de Gondrexange, d'une longueur totale de 19,3 km, prend sa source dans la commune de Réchicourt-le-Château et se jette  dans la Sarre à Imling, après avoir traversé sept communes.

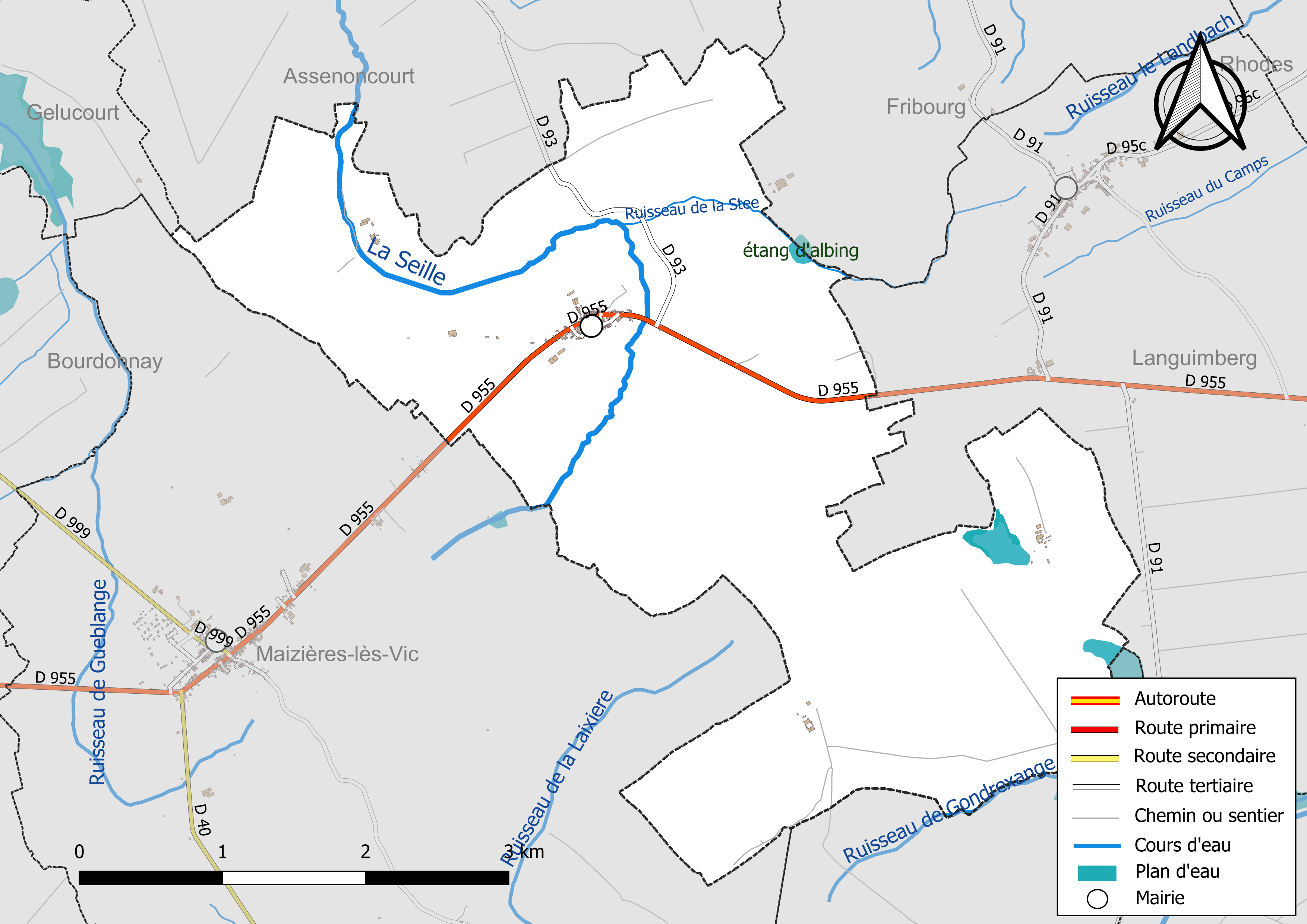
Réseaux hydrographique et routier d'Azoudange.

La qualité des eaux des principaux cours d’eau de la commune, notamment de la Seille et du ruisseau de Gondrexange, peut être consultée sur un site spécial géré par les agences de l’eau et l’Agence française pour la biodiversité.

### Climat
Pour des articles plus généraux, voir Climat du Grand Est et Climat de la Moselle.
En 2010, le climat de la commune est de type climat des marges montargnardes, selon une étude du Centre national de la recherche scientifique s'appuyant sur une série de données couvrant la période 1971-2000. En 2020, Météo-France publie une typologie des climats de la France métropolitaine dans laquelle la commune est exposée à un climat semi-continental et est dans la région climatique Vosges, caractérisée par une pluviométrie très élevée (1 500 à 2 000 mm/an) en toutes saisons et un hiver rude (moins de 1 °C).
Pour la période 1971-2000, la température annuelle moyenne est de 9,8 °C, avec une amplitude thermique annuelle de 16,9 °C. Le cumul annuel moyen de précipitations est de 898 mm, avec 12 jours de précipitations en janvier et 9,6 jours en juillet. Pour la période 1991-2020, la température moyenne annuelle observée sur la station météorologique de Météo-France la plus proche, « Nitting_sapc », sur la commune de Nitting à 18 km à vol d'oiseau, est de 10,4 °C et le cumul annuel moyen de précipitations est de 993,7 mm. 
La température maximale relevée sur cette station est de 37,9 °C, atteinte le 25 juillet 2019 ; la température minimale est de −19,4 °C, atteinte le 26 décembre 2010,,.
Les paramètres climatiques de la commune ont été estimés pour le milieu du siècle (2041-2070) selon différents scénarios d'émission de gaz à effet de serre à partir des nouvelles projections climatiques de référence DRIAS-2020. Ils sont consultables sur un site spécial publié par Météo-France en novembre 2022.

## Urbanisme

### Typologie
Au 1er janvier 2024, Azoudange est catégorisée commune rurale à habitat dispersé, selon la nouvelle grille communale de densité à sept niveaux définie par l'Insee en 2022.
Elle est située hors unité urbaine et hors attraction des villes,.

### Occupation des sols
L'occupation des sols de la commune, telle qu'elle ressort de la base de données européenne d’occupation biophysique des sols Corine Land Cover (CLC), est marquée par l'importance des territoires agricoles (68,5 % en 2018), une proportion sensiblement équivalente à celle de 1990 (69,2 %). La répartition détaillée en 2018 est la suivante : 
terres arables (38,2 %), forêts (31,3 %), prairies (18,9 %), zones agricoles hétérogènes (11,3 %), milieux à végétation arbustive et/ou herbacée (0,1 %), eaux continentales (0,1 %). L'évolution de l’occupation des sols de la commune et de ses infrastructures peut être observée sur les différentes représentations cartographiques du territoire : la carte de Cassini (XVIIIe siècle), la carte d'état-major (1820-1866) et les cartes ou photos aériennes de l'IGN pour la période actuelle (1950 à aujourd'hui).

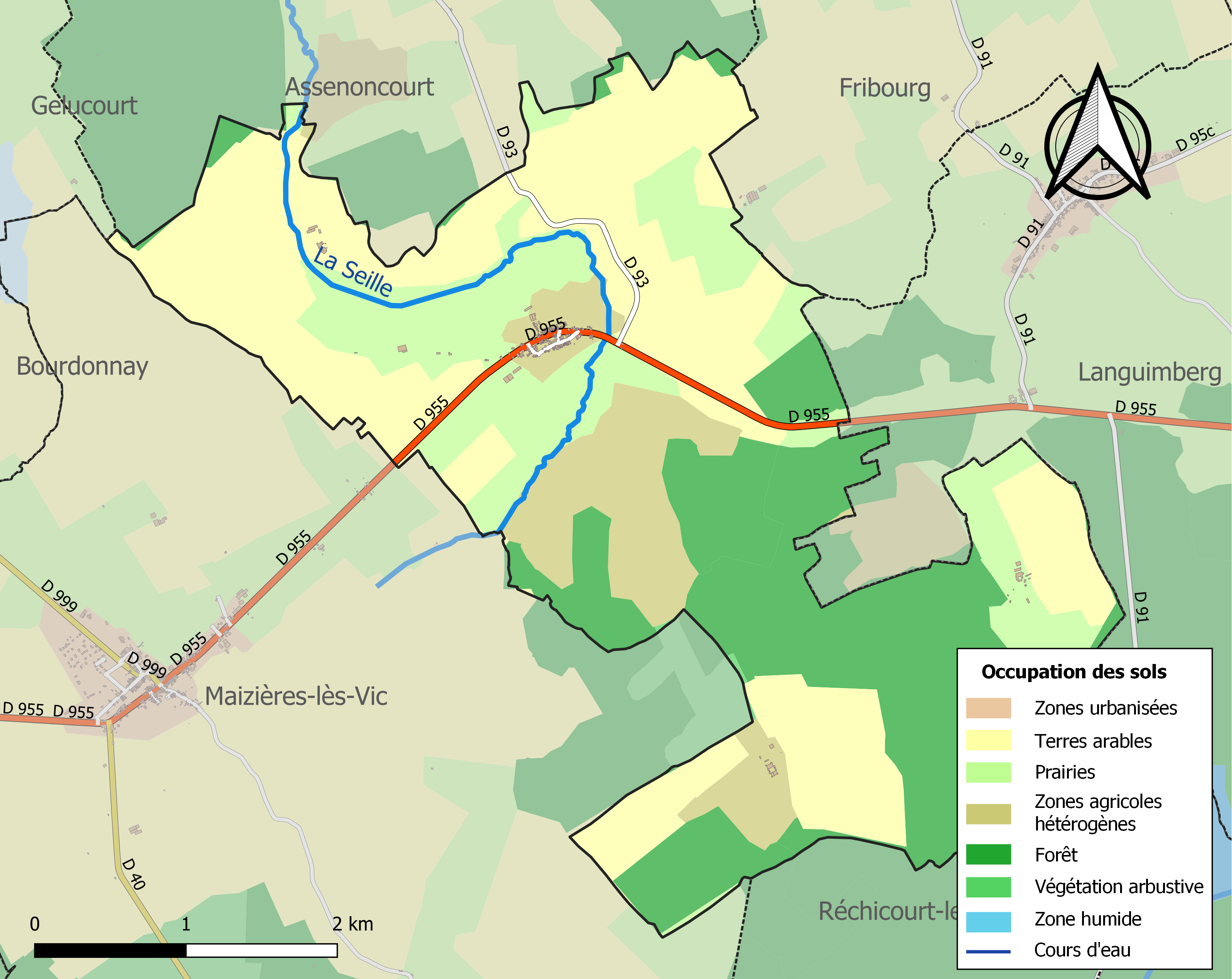
Carte des infrastructures et de l'occupation des sols de la commune en 2018 (CLC).

## Toponymie
- D'un nom de personne germanique  Ansold suivi du suffixe -ing francisé en -ange.
- Toponymies anciennes[16],[17],[18] : Ansoldanges (1291), Azondanges (1301), Anseldinguen (1360-1361), Ausudainge (1476), Azudanges (1591), Hazoudange (1665), Anseldingen (XVe siècle), Endelsinga (XVIe siècle), Anselinga (XVIIe siècle), Ansling (sans date), Anszlingenn (sans date), Azondange (1793 et 1801), Anslingen (1915-1918), Aßlingen (1940-1944).
- Asoudonje en lorrain roman[19].
- Surnom désignant les habitants : Lé fritcho (les fritures)[20], ceci à cause des odeurs qui s’échappent des maisons. Et/ou à cause des goujons dans le petit ruisseau de la Boule.

### Romécourt
- Romaninga (1142)[21], Romuicort[17] ou Romaicort[21] (1152), Kinthaus (1564)[17], Kindhaus (1584), Romecourt (1793), Römerhof (1915-18 et 1940-44).

## Histoire
- Village de la châtellenie de Fribourg.
- Les terres de Romécourt furent érigées en fief par le cardinal de Lorraine, puis attribuées à Michel l'Enfant qui y fit construire le château de Romécourt au XVIe siècle.

## Politique et administration
| Période                                  | Période  | Identité        | Étiquette | Qualité |
| ---------------------------------------- | -------- | --------------- | --------- | ------- |
| Les données manquantes sont à compléter. |          |                 |           |         |
| 1983                                     | 2001     | Hubert Wagner   |           |         |
| mars 2001                                | 2008     | Bernard Vouriot |           |         |
| mars 2008                                | ?        | Francine Bagard |           |         |
| mai 2020                                 | En cours | Marc Bartel     |           |         |

## Démographie
L'évolution du nombre d'habitants est connue à travers les recensements de la population effectués dans la commune depuis 1793. Pour les communes de moins de 10 000 habitants, une enquête de recensement portant sur toute la population est réalisée tous les cinq ans, les populations de référence des années intermédiaires étant quant à elles estimées par interpolation ou extrapolation. Pour la commune, le premier recensement exhaustif entrant dans le cadre du nouveau dispositif a été réalisé en 2007.

En 2022, la commune comptait 101 habitants, en évolution de −12,17 % par rapport à 2016 (Moselle : +0,52 %, France hors Mayotte : +2,11 %).
| 1793 | 1800 | 1806 | 1821 | 1831 | 1836 | 1841 | 1846 | 1851 |
| ---- | ---- | ---- | ---- | ---- | ---- | ---- | ---- | ---- |
| 308  | 413  | 467  | 428  | 482  | 556  | 572  | 566  | 529  |

| 1856 | 1861 | 1871 | 1875 | 1880 | 1885 | 1890 | 1895 | 1900 |
| ---- | ---- | ---- | ---- | ---- | ---- | ---- | ---- | ---- |
| 477  | 468  | 403  | 395  | 399  | 377  | 364  | 359  | 327  |

| 1905 | 1910 | 1921 | 1926 | 1931 | 1936 | 1946 | 1954 | 1962 |
| ---- | ---- | ---- | ---- | ---- | ---- | ---- | ---- | ---- |
| 345  | 360  | 308  | 271  | 242  | 231  | 207  | 217  | 203  |

| 1968 | 1975 | 1982 | 1990 | 1999 | 2006 | 2007 | 2012 | 2017 |
| ---- | ---- | ---- | ---- | ---- | ---- | ---- | ---- | ---- |
| 182  | 154  | 123  | 103  | 106  | 113  | 114  | 117  | 118  |

| 2022 | - | - | - | - | - | - | - | - |
| ---- | - | - | - | - | - | - | - | - |
| 101  | - | - | - | - | - | - | - | - |

## Culture locale et patrimoine

### Lieux et monuments
- Passage de la voie romaine.
- Château de Romécourt XVIe siècle, avec chapelle demeure fortifiée de 4 tours d'angle : façade et puits, décorations des 2 portes et de la porte de la maison d'habitation. Le château est inscrit au titre des monuments historiques par arrêté du 28 décembre 1976[26].
- La commune abrite, en retrait de la route principale, un couple de cigogne.

### Édifices religieux

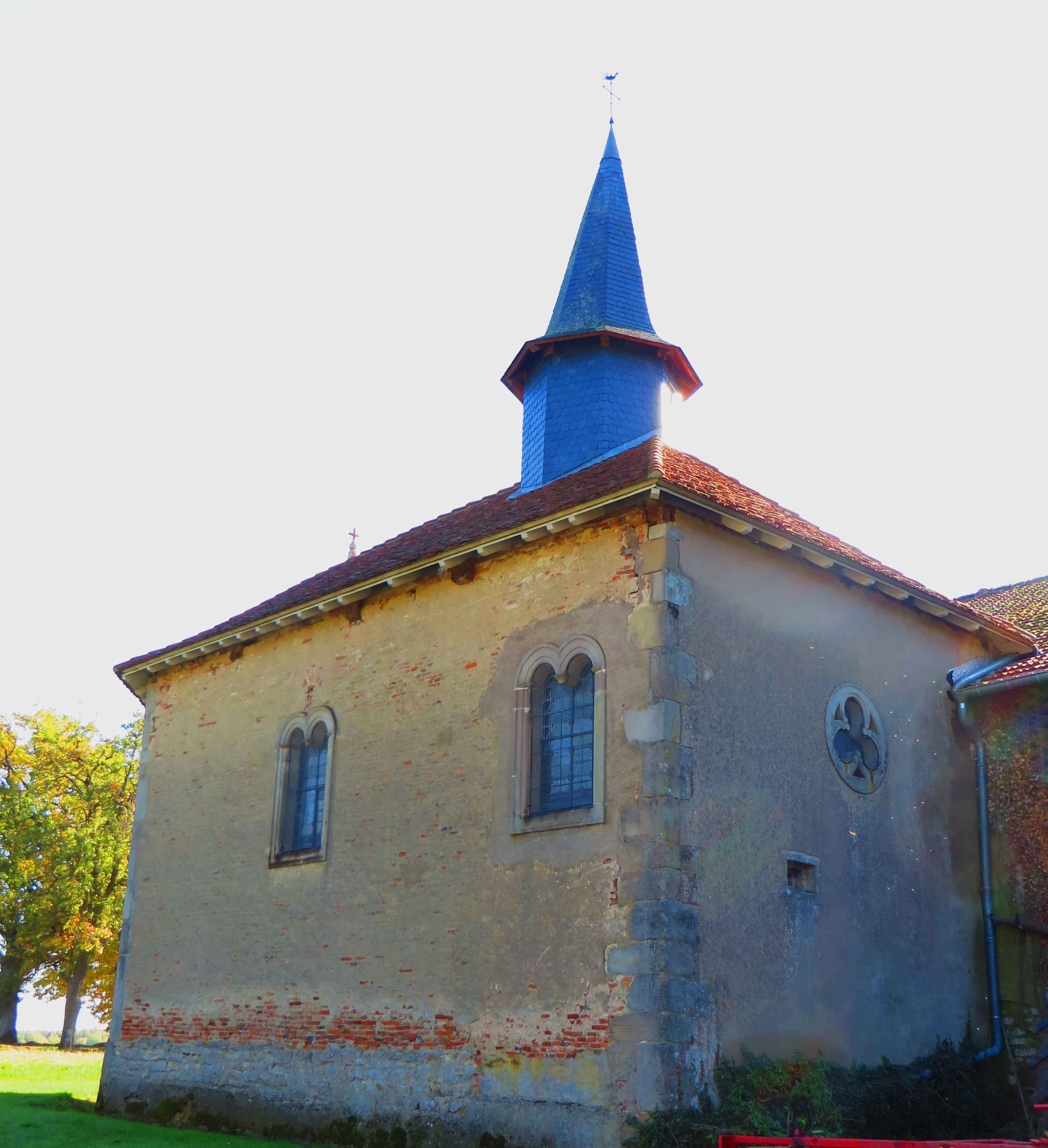
Chapelle du château de Romécourt.

- Église Notre-Dame-de-la-Nativité XVIIIe siècle : statue de sainte Colombe[Laquelle ?] et buste-reliquaire de sainte Colombe XVIIIe siècle.
- Chapelle du château de Romécourt.

### Héraldique
| Blason de Azoudange | Blason  | Parti : au 1er mi-parti de gueules à deux saumons adossés d'argent, et au 2e d'argent à la croix de gueules. |
| Blason de Azoudange | Détails | Le statut officiel du blason reste à déterminer.                                                             |

## Pour approfondir